# Alina Talai
Alina Henadzeuna Talai (Belarús, 14 de maig de 1989) és una atleta belarussa, especialista en la prova de 100 m barres, amb la qual ha aconseguit ser medallista de bronze mundial en 2015.

## Carrera esportiva
En el Mundial de Pequín 2015 va guanyar la medalla de bronze en els 100 m barres, quedant després de la jamaicana Danielle Williams i l'alemanya Cindy Roleder.